# Белуће (Лепосавић)
Белуће је насеље у општини Лепосавић на Косову и Метохији. Према процени из 2011. године било је 271 становника.

## О селу
Површина катастарске општине Белуће где је атар насеља износи 332 ha. Припада месној заједници Лешак. Село се налази 10 km северозападно од Лепосавића, на левој обали реке Ибар, од Лешка удаљено два километра, а налази се поред асфалтног пута Лешак – Врачево. Гранична села су Борова, Поткомље и Ибарско Постење. На истоку је природна граница река Ибар. Са западне стране села налази се брдо Спасовица (614 m), а северозападно је Добрава (792 m). Село има средњу надморску висину 470 m. По положају кућа и њиховој међусобној удаљености насеље припада селу полуразбијеног типа. У називу села реч бел (врста храста) која се разликује од цера по томе што му је мазна кора, па је Белуће место где расте беловина. И данас су Дубраве под беловом шумом. Село се углавном бави пољопривредом (обрадива земља је углавном засејана пшеницом и кукурузом).
У најранијем сачуваном, турском попису из 1455. године у Белућу је било 35 хришћанских кућа. У селу се налазе остаци цркве и старо гробље. У селу постоји основна четвороразредна школа коју је подигао учитељ Петко Ракочевић и за то одликован орденом Св. Саве V реда. У насељу постоје и трговинске радње.

## Демографија
- попис становништва 1948: 189
- попис становништва 1953: 209
- попис становништва 1961: 233
- попис становништва 1971: 209
- попис становништва 1981: 210
- попис становништва 1991: 238

У насељу 2004. године живи 241 становник и броји 65 домаћинстава. Данашњи родови су: Коматовићи, Милосављевићи, Миловановићи, Фићовићи, Даниловићи, Бошковићи, Павловићи, Јездимировићи, Стефановићи, Милићи, Аксентијевићи, Живковићи, Ристићи.